# Cushing (Teksas)
Cushing je grad u američkoj saveznoj državi Teksas. Prema popisu stanovništva iz 2010. u njemu je živjelo 612 stanovnika.